# Maurizio (imperatore)
Flavio Maurizio Tiberio (Arabisso, 539 circa – Nicomedia, 27 novembre 602) è stato un imperatore romano dal 582 alla sua morte.

## Biografia

### Magister militum in Mesopotamia
Maurizio nacque ad Arabisso, in Cappadocia, nel 539 da una facoltosa famiglia aristocratica, discendente da un antico casato romano che s'era insediato in Asia Minore secoli prima della sua nascita. 
Trascorse la giovinezza alla corte dell'Imperatore Giustino II, dove divenne amico e notarius del capitano delle guardie imperiali Tiberio, il futuro imperatore Tiberio II. Quando quest'ultimo venne nominato Cesare nel 574, Maurizio venne nominato comes excubitorum, succedendo proprio a Tiberio. Detenne tale carica fino al 582, anno in cui divenne Cesare. Fu anche patricius (patrizio) a partire dal 577/578.
Nel 578 venne nominato magister militum dal nuovo imperatore Tiberio II, che gli affidò il comando dell'esercito romano-orientale in Mesopotamia contro i Persiani in sostituzione del generale Giustiniano, della cui condotta l'Imperatore non era soddisfatto. Maurizio arrivò in Mesopotamia in un periodo critico per l'Impero, poiché il re di Persia Cosroe I aveva rotto la tregua di tre anni e invaso a tradimento la Mesopotamia, cogliendo impreparato l'esercito romano.
Maurizio si recò con un imponente esercito prima in Cappadocia, dove reclutò truppe fresche dall'Armenia e dalla Siria, oltre a 15 000 mercenari barbari. Dalla Cappadocia, raggiunse poi Citharizon, dove si accampò e addestrò i suoi uomini all'arte di fortificare gli accampamenti. Successivamente accorse in soccorso di Teodosiopoli in Armenia, credendo che i Persiani la stessero assediando; quando scoprì che erano invece nelle vicinanze di Amida, si affrettò a tornare indietro per scoprire che i Persiani erano già ritornati in Persia.
Maurizio, arrivato in Mesopotamia, ristabilì la disciplina nel suo esercito e invase l'Arzanene, inviando qualche reggimento distaccato oltre il Tigri. In Arzanene Maurizio occupò alcune fortezze, accumulò un grande bottino di guerra e un gran numero di prigionieri che vennero in seguito deportati a Cipro. In seguito si diresse verso Sud saccheggiando i dintorni di Nisibi e conquistando la città di Singara. Inviò Cours e Romano a saccheggiare le zone intorno al Tigri e svernò a Costantinopoli. Nella primavera dell'anno successivo (579), dopo la morte di re Cosroe I, Maurizio, coadiuvato dal suo luogotenente Narsete - da non confondersi con l'omonimo generale di Giustiniano - ritornò in Oriente per continuare la guerra. Nell'estate 579 il Tigri venne di nuovo devastato dalle armate bizantine, le quali, dopo aver invaso con successo la Media, svernarono a Cesarea in Cappadocia.
Nel 580 l'esercito romano-orientale attraversò l'Eufrate presso la città di Circesium, con l'intenzione di dirigersi verso Ctesifonte (la capitale dell'Impero Persiano Sasanide). Il piano venne però frustrato dal tradimento di alcuni alleati arabi, e Maurizio si trovò dunque ad affrontare il principale esercito sasanide. Maurizio riuscì comunque a ottenere in quella battaglia una decisiva vittoria sul nemico, che evacuò la parte di Mesopotamia da esso occupata e si ritirò con confusione oltre l'Eufrate.
A questo punto il re implorò la pace, ma Maurizio pose come condizione inderogabile affinché l'offerta di pace venisse accettata la restituzione ai Romani della fortezza di Dara e rifiutò ogni indennizzo in denaro; la guerra di conseguenza continuò (581). L'esercito persiano venne annientato in battaglia dai Romani e il loro generale Tamcosroe trovò la morte sul campo di battaglia. Maurizio dopo la vittoria si affrettò a informare l'Imperatore della grande vittoria comunicandogli che la Persia, il più pericoloso nemico dell'Impero, era stata umiliata e che la pace era stata (momentaneamente) restaurata in Oriente. Maurizio ritornò nella capitale trionfante (582).
Poco dopo Tiberio si ammalò gravemente e in punto di morte radunò il Senato e propose come suo successore Maurizio. Il suo commovente discorso non trovò opposizioni e Maurizio alla morte di Tiberio II divenne Imperatore d'Oriente. Pare che le ultime parole di Tiberio II fossero state:
(Paolo Diacono, Historia Langobardorum, III, 15)
Maurizio sposò inoltre la figlia di Tiberio, l'Augusta Costantina. Al matrimonio vennero invitati i suoi genitori, Paolo e Giovanna, che rimasero in seguito a corte; il padre divenne uno dei suoi ministri più influenti e morì di vecchiaia nel 593, scampando in questo modo al massacro della famiglia imperiale ordinato da Foca nel 602.

### Regno
Il regno di Maurizio venne funestato da guerre praticamente incessanti su tutti i confini, e nonostante le sue eccellenti qualità di regnante egli poté prevenire solo temporaneamente la disintegrazione del grande impero di Giustiniano I.

#### Campagne contro i Persiani

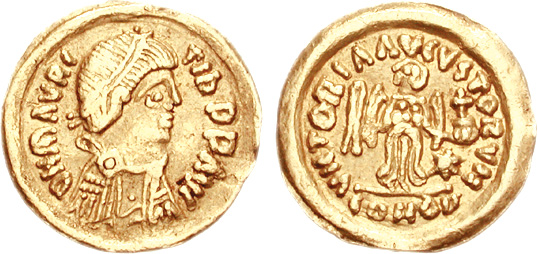
Moneta d'oro di Maurizio Tiberio.

La guerra contro la Persia continuò per un altro decennio con alterne fortune. Il generale bizantino Giovanni Mystacon si fece sconfiggere più volte dai Persiani nel corso del 582 e del 583; Maurizio, insoddisfatto dell'andamento della guerra, richiamò nella capitale il generale e affidò il comando dell'esercito orientale al cognato Filippico. L'esercito bizantino venne però decimato da malattie, carestie e dalle fatiche e nei primi due anni di campagne non ottenne nessun risultato di rilievo. Nel 586, però, riuscì a ottenere un'importante vittoria presso Solacon (poco distante da Dara) nella quale i Persiani persero molti uomini. In seguito a questo successo, Filippico invase l'Arzanene; la spedizione risultò però disastrosa in quanto il suo esercito, quando si trovò di fronte un esercito persiano, per qualche circostanza non meglio chiarita fu preso dal panico e dalla confusione e fuggì, venendo gravemente sconfitto dal nemico.
Nel 588 Maurizio, per risparmiare sulle spese di guerra, decise di ridurre di un quarto i salari delle sue truppe. Tale decisione, unita a quella di sostituire il magister militum per orientem Filippico con Prisco, causò il malcontento dell'esercito, che si ammutinò a Monocartum. Le truppe ribelli presero a sassate Prisco, costringendolo alla fuga, e distrussero i ritratti dell'Imperatore. Prisco, nel tentativo di riprendere il controllo sull'esercito, annunciò che la paga sarebbe tornata quella di prima ma ciò non bastò a cessare l'ammutinamento dei soldati, che costrinsero il dux della Fenicia Libanense, Germano, ad accettare la sua elezione a loro comandante.
L'Imperatore a questo punto cercò la riconciliazione con l'esercito ammutinato richiamando Prisco e sostituendolo con Filippico, ma i ribelli scacciarono il loro ex generale e iniziarono il saccheggio della regione circostante. Nel frattempo i Persiani, approfittando dell'ammutinamento, attraversarono la frontiera e assaltarono Costantina. Tuttavia gli ammutinati, condotti da Germano, attaccarono i Persiani, riuscendo a respingerli. L'ammutinamento finì nell'estate 589, quando l'antica paga delle truppe venne ripristinata e l'esercito accettò Filippico come suo comandante. Questi, tuttavia, subì numerose sconfitte contro i Persiani (che conquistarono grazie a uno stratagemma la fortezza di Martyropolis) e Maurizio, insoddisfatto del cognato, decise di togliergli il comando dell'esercito sostituendolo con Comenziolo, uno degli ammutinati.
Neanche questi si dimostrò all'altezza della situazione. Anzi, nella battaglia di Sisarbene, fu tra i primi a tentare la fuga; e fu solo grazie a Eraclio il Vecchio, padre del futuro imperatore Eraclio, che i Romani vinsero la battaglia, conquistando un immenso bottino di guerra. Mentre, grazie a Eraclio, l'esercito romano si faceva sempre più minaccioso, Ormisda IV strinse un'alleanza con i Göktürk; essi però avevano stretto un accordo segreto con Maurizio, cosicché a un certo punto smisero di comportarsi come alleati e attaccarono i Persiani. Questi ultimi vennero però salvati da Bahram Chobin che inflisse una decisiva sconfitta ai Göktürk, inducendoli al ritiro. Bahram venne però licenziato dallo Scià di Persia; il generale, adirato nei confronti dello Scià per la sua ingratitudine, si rivoltò e riuscì in poco tempo a spodestare Cosroe II (da poco salito al trono in seguito alla morte del padre Ormisda) e a salire al potere con il nome di Bahram VI.
Cosroe II riuscì però a fuggire e implorò aiuto a Maurizio, offrendogli in cambio la restituzione di Dara e Martiropoli e la cessione di parte dell'Armenia persiana e dell'Iberia. Contemporaneamente Maurizio ricevette ambasciatori anche dall'usurpatore che in cambio della neutralità nella guerra civile in corso in Persia, offriva ai Bizantini la restituzione di Dara e Martiropoli e la cessione di Nisibi. Maurizio, tra le due proposte, accettò la prima inviando un esercito comandato da Narsete a rovesciare l'usurpatore Bahram e a restaurare il legittimo imperatore Cosroe sul trono di Persia. Narsete inflisse una decisiva sconfitta a Bahram, che venne deposto; Cosroe II salì di nuovo al potere e ricompensò i Romani cedendo loro la Mesopotamia nordorientale e l'Armenia fino alla capitale Dvin e la zona del Lago di Van e la Iberia (Georgia orientale) fino alla capitale Tbilisi. Cosroe II inoltre mantenne rapporti di amicizia con l'Impero bizantino fino alla morte di Maurizio.

#### Politica interna
Ad ovest riorganizzò i domini bizantini in Italia ed Africa come esarcati, presieduti da governatori militari detti appunto esarchi. L'esarca (o esarco) era la massima autorità civile e militare dell'esarcato ed era una sorta di viceré con autonomie abbastanza ampie che gestiva i territori occidentali dell'Impero per conto dell'Imperatore; era assistito in campo civile da un prefetto del pretorio (che era, prima dell'istituzione degli esarcati, la massima autorità civile delle prefetture) e in campo militare da vari duces o magistri militum che difendevano le varie province in cui gli esarcati erano divisi. Con questa riforma si sarebbe garantita una maggiore resistenza dei territori bizantini in Occidente contro gli assalti di Longobardi, Mauri e Visigoti. La riforma nei territori italiani non si sa bene a che anno risalga: la prima menzione all'esarcato d'Italia si ha in una lettera di Papa Pelagio II, datata al 4 ottobre 584, in cui il pontefice chiede all'esarca (forse il patrizio Decio menzionato nella stessa lettera) aiuti contro i Longobardi. Si ritiene che all'epoca della lettera l'esarcato fosse da poco istituito e la riforma sia opera di Maurizio. Nell'anno 585 Maurizio ripartì l'esarcato in sette distretti, strettamente controllati e governati dall'esarca di Ravenna, Smaragdo, al suo primo mandato (585-589):
- Ravenna
- Pentapoli
- Roma (divenne, in seguito, Ducato di Roma o Romano)
- Napoli (divenne, in seguito, Ducato di Napoli o Napoletano).
- Calabria (divenne, in seguito, Ducato di Calabria)
- Provincia Maritima Italorum (Liguria)
- Venezia ed Istria (divenne, in seguito, Ducato di Venezia)

Nel 597, Maurizio, ammalatosi gravemente, scrisse il suo testamento, il cui contenuto è riportato brevemente da Teofilatto Simocatta:
(Teofilatto Simocatta, Storie, VIII, 11.)
Il fatto che Maurizio avesse intenzione di restaurare un Impero d'Occidente con Roma capitale indica come l'idea dell'Impero universale e unico governato collegialmente e diviso in più parti non fosse ancora tramontata. Alcuni storici hanno ipotizzato che altri due figli più giovani avrebbero governato l'Illirico e il Nord Africa; in tal caso la sua idea ricorderebbe la Tetrarchia di Diocleziano. La morte violenta di Maurizio e dei figli impedirono tuttavia la realizzazione di questo progetto.
In politica interna l'Imperatore cercò di fermare la fuga dei decurioni, i quali, per sfuggire alle loro responsabilità, entravano in monastero; a questo fine, promulgò un editto con cui vietava ai funzionari pubblici e ai soldati privati di farsi monaci. Ciò suscitò le proteste di Papa Gregorio, che se non aveva nulla da obiettare sulla prima parte della legge (quella riguardante i funzionari pubblici), obiettò invece sulla proibizione ai soldati imperiali di diventare «soldati di Cristo», ovvero di entrare a far parte del clero. La necessità di combattere su vari fronti e di risanare il bilancio, danneggiato dalla prodigalità del suo predecessore Tiberio II, lo indusse ad aumentare le tasse e di ridurre le paghe dei soldati. Nelle isole del Mediterraneo occidentale, più lontane della capitale e maggiormente colpite dagli abusi dei funzionari imperiali, Papa Gregorio Magno si lamentò nel 595 delle vessazioni patite dagli abitanti, costretti in Corsica a vendere persino i propri figli e a trasferirsi presso i Longobardi, mentre in Sardegna i candidati governatori versavano suffragia (cifre di denaro) per comperare le cariche, e ciò nonostante la compravendita delle cariche fosse stata proibita da una legge di Giustiniano, vessando poi i sudditi per recuperare le grosse somme spese. Il malcontento del popolo e dei soldati per la politica di risparmio attuata dall'Imperatore fu alla fine la causa principale della sua uccisione.
Nelle questioni religiose, fu molto tollerante nei confronti del Monofisismo, sebbene sostenesse le posizioni del Concilio di Calcedonia: infatti rigettò completamente la pratica di persecuzione adottata dai suoi due predecessori, e promulgò una legge che stabiliva che gli scismatici non erano costretti a conformarsi alla religione ufficiale. Tuttavia è difficile stabilire se il merito di tale legge vada attribuito al Patriarca Giovanni o a Maurizio; in quel periodo gli Imperatori, sentendo la loro autorità traballante, strinsero strette alleanze con i Patriarchi, che esercitavano una forte influenza sul popolo.
Maurizio appoggiò il patriarca Giovanni Nesteute nella sua contesa con la diocesi di Roma. I patriarchi di Costantinopoli intendevano avere la stessa importanza nella Chiesa Orientale di quella del vescovo di Roma per la Chiesa Universale. Per raggiungere questo scopo avevano due problemi da risolvere: il primo problema era quello di ridurre le largamente indipendenti diocesi d'Oriente, Antiochia, Alessandria, Gerusalemme, sotto la giurisdizione di Bisanzio; l'altro problema era quello di impedire l'interferenza del Papa negli affari dell'Oriente e indurlo a riconoscere il Patriarca di Costantinopoli come suo pari.
Il Patriarca Giovanni si autoproclamò Vescovo Ecumenico; il Papa Gregorio Magno condannò tale atto di presunzione e scrisse delle lettere a Maurizio e all'Imperatrice Costantina per indurli a fermare il Patriarca. All'Imperatore Maurizio scrisse: 
(Papa Gregorio Magno, Epistole, V,20.)
All'Imperatrice, invece, espresse la sua convinzione che l'assunzione da parte di Giovanni del titolo universale era una chiara indicazione che i tempi dell'Anticristo stessero per arrivare: «nella superbia di mio fratello posso solo vedere un segno che i giorni dell'Anticristo stiano per arrivare». Maurizio non venne però convinto dagli argomenti del Papa, ma appoggiò le rivendicazioni di Giovanni alla dignità ecumenica. Da qui sorse un conflitto tra l'Imperatore e il Papa, con quest'ultimo che si lamentò che Maurizio, parlando di altro, ebbe l'indecenza di chiamarlo "fatuo".
Comunque, poco tempo dopo l'invio della lettera all'Imperatrice, il patriarca perì, e anche se il suo successore, Ciriaco, mantenne il titolo di "Ecumenico", i rapporti con Papa Gregorio furono più cordiali e meno accesi.

#### Campagne in Occidente: contro Longobardi e Visigoti
Maurizio desiderava liberare l'Italia dal giogo longobardo, ma non poté mai realizzare questa sua ambizione perché impegnato a respingere le incursioni di Àvari e Sasanidi. Per la carenza di truppe a disposizione in Italia ed essendo impossibilitato a inviare rinforzi, i tentativi di riconquista effettuati dai Bizantini nel primo decennio di regno di Maurizio furono tentati cercando l'appoggio dei Franchi, il cui supporto tuttavia si rivelò poco fruttuoso, dato che i Longobardi ottenevano la ritirata franca o comprandola con denaro oppure vincendoli in battaglia.
La prima alleanza tra Bizantini e Franchi risale all'anno 584: in quell'anno Maurizio offrì 50 000 solidi al Re dei Franchi Childeberto II affinché cacciasse i Longobardi dall'Italia; quando però Childeberto invase il regno longobardo i Longobardi gli offrirono una lauta somma di denaro affinché ritornasse in Gallia; Childeberto ritornò in Gallia e non restituì i soldi a Maurizio, nonostante le sue proteste. 

Mappa dell'Italia bizantina e longobarda intorno al 584.

In seguito il Duca longobardo Droctulfo tradì il suo Re Autari passando dalla parte dei Bizantini. Autari assediò Brescello, dove si trovava Droctulfo, e la espugnò nonostante la strenua resistenza dei suoi abitanti; Droctulfo si rifugiò a Ravenna, capitale dell'Esarcato bizantino, mentre l'Esarca di Ravenna Smaragdo firmò una pace di tre anni con i Longobardi. In seguito Droctulfo aiutò l'Impero d'Oriente nella riconquista di Classe, guadagnandosi la gratitudine dei Bizantini, i quali, alla sua morte, gli concessero l'onore di venire sepolto accanto al martire Vitale e tesserono le sue lodi con un epitaffio.
Nel 585 Maurizio chiese di nuovo l'intervento dei Franchi contro i Longobardi e il Re franco Childeberto, credendo che sua sorella Ingonda fosse ancora viva a Costantinopoli, dove era prigioniera dei Bizantini, accettò di inviare truppe in Italia a condizione che l'Imperatore liberasse sua sorella; tuttavia dissensi tra Franchi e Alamanni fecero sì che l'esercito invasore ritornasse in patria senza aver effettuato nessuna conquista ai danni dei Longobardi.
Nel 587 i Franchi, dopo aver inviato un'ambasceria alla corte di Maurizio comunicandogli che avrebbero annientato i Longobardi, irruppero in territorio longobardo, ma subirono una completa disfatta, che li costrinse al ritiro. Una quarta invasione franca della Longobardia avvenne nel 590, dopo che l'ambasciatore Grippone tornò da Costantinopoli riferendo al Re che era stato trattato con tutti gli onori da Maurizio e che l'Imperatore aveva promesso di vendicare un'offesa ricevuta dai Franchi a Cartagine. Childeberto allora inviò di nuovo il suo esercito contro i Longobardi. Neanche questa spedizione tuttavia, almeno secondo Paolo Diacono, ebbe molto successo: il Duca franco Olone venne ucciso trafitto da una freccia presso Bellinzona e i suoi uomini vennero massacrati; il Duca franco Andualdo, insieme ad altri sei Duchi franchi, arrivarono fino a Milano dove ricevettero una delegazione dell'Imperatore, che annunciava: 
(Paolo Diacono, Historia Langobardorum, III, 31.)
Tuttavia dopo sei giorni di attesa l'esercito bizantino ancora non arrivava. Nel frattempo il Duca franco Cedino con 13 altri Duchi prese cinque roccaforti; i Franchi penetrarono fino a Piacenza e distrussero vari castelli nella zona di Trento facendo prigionieri tutti i suoi abitanti; tuttavia nell'esercito dei Franchi si diffuse la dissenteria e dopo tre mesi di inconcludenti campagne furono costretti a ritornare in patria.
Tuttavia da due lettere inviate da Romano, Esarca bizantino di Ravenna, al Re dei Franchi Childeberto si intuisce che tale invasione sia stata più pericolosa di quanto riferisce Paolo Diacono e che mise seriamente in pericolo il Regno longobardo. Dalla prima lettera scopriamo che l'Esarca Romano aveva conquistato Mantova, Altino e Modena, sottomettendo i Duchi longobardi di Reggio, Parma e Piacenza, e che uno dei Duchi franchi, Cedino, giunto presso Verona con 20 000 soldati, aveva ricevuto dei messi imperiali che volevano che assediasse con loro Pavia in modo da porre definitivamente fine alla monarchia longobarda; tuttavia i Duchi franchi preferirono firmare una tregua di dieci mesi con i Longobardi e tornarsene in patria. Nella stessa lettera l'ufficiale di Maurizio implorava Childeberto di liberare gli Italici fatti schiavi dall'orda di Franchi e di scendere di nuovo in Italia a spazzare via i Longobardi prima che questi potessero mietere il grano per non perdere l'occasione propizia.
In un'altra lettera sappiamo che Romano aveva riconquistato l'Istria e che un altro esercito imperiale, comandato dal Patrizio Nordolfo e da un certo Ossone, aveva sottomesso molte città. Il Re dei Longobardi Autari, sapendo quanta influenza esercitasse sul Re franco Childeberto il Re di Borgogna Guntranno, gli spedì degli ambasciatori che gli chiedessero di mediare per la pace. Childeberto, convinto da Guntranno, decise di concedere la pace ai Longobardi. Autari morì proprio in quest'anno.
Gli succedette Agilulfo mentre nel frattempo i territori bizantini nell'Italia centrale erano minacciati dal nuovo Duca di Spoleto, Ariulfo. Questi nel 591 aveva conquistato le città del corridoio umbro, interrompendo così le comunicazioni tra Roma e Ravenna, e aveva assediato Roma stessa, ritirandosi dopo aver ricevuto un tributo. Comunque la reazione bizantina non tardò ad arrivare e nel 592 l'Esarca di Ravenna Romano riconquistò le città del corridoio, ovvero Sutri, Bomarzo, Orte, Todi, Amelia, Perugia, Luceoli, e altre. Il Re longobardo Agilulfo reagì assediando la città di Perugia, dove vi era Maurisione, un Longobardo passato dalla parte dei Bizantini; espugnò Perugia e uccise Maurisione, poi, sistemate le cose, tornò a Pavia. Nel 593 (o nel 595) Agilulfo, approfittando dei rapporti burrascosi tra Romano, l'Esarca di Bisanzio, e il Papa, assediò Roma: nonostante la carenza di uomini e mezzi per difendere la città dai Longobardi, la Città Eterna resistette e Papa Gregorio riuscì a comprare il ritiro dei Longobardi al prezzo di 5000 libbre d'oro. Papa Gregorio Magno tentò di convincere i Bizantini a firmare una tregua con i Longobardi, ma il bellicoso Esarca Romano non era d'accordo e cercò di screditare in ogni modo il Papa alla corte imperiale. I rapporti tra Papa e Imperatore si deteriorarono, soprattutto quando Maurizio in una lettera destinata al Santo Padre lo definì un ingenuo in quanto, a suo dire, si faceva ingannare dall'astuzia dei Longobardi; Papa Gregorio, offeso, replicò sostenendo che se non fosse stato un ingenuo non avrebbe accettato di patire tutte le sofferenze che passava Roma per via dei Longobardi e consigliò l'Imperatore di guardarsi dai suoi "cattivi consiglieri".
Dopo la morte di Romano, venne nominato Esarca Callinico, che riformò l'Esarcato e diede ascolto dal Papa, firmando una tregua con i Longobardi nel 599. Tuttavia la tregua durò poco in quanto nel 601/602 Callinico riaprì le ostilità togliendo ai Longobardi Parma e facendo prigioniere la prima moglie e una figlia del Re longobardo Agilulfo. Tuttavia la controffensiva longobarda mise in forti difficoltà i Bizantini, strappando loro Cremona, Mantova e Vulturina. Dopo la morte di Callinico, venne nominato di nuovo Esarca Smaragdo, che venne in Italia con pochi soldati, insufficienti per sconfiggere i nemici (i Longobardi si erano alleati con gli Slavi). 

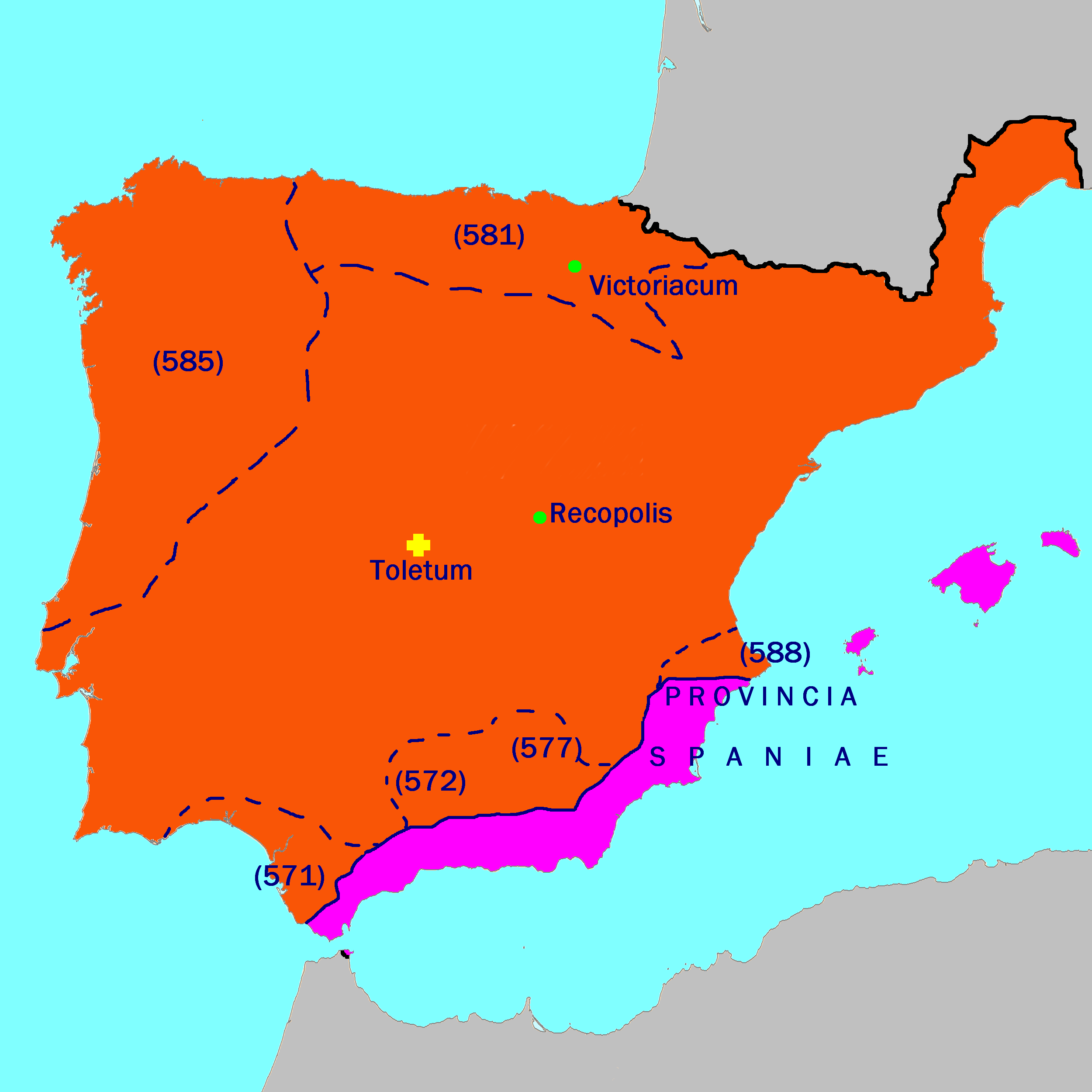
Spagna bizantina (viola) nel 586 dopo le conquiste di Leovigildo (con le date delle conquiste sulla mappa).

Nel frattempo la Spagna bizantina era minacciata dai Visigoti. Nel 568 salì al trono dei Visigoti Leovigildo, un fervente ariano deciso a espandere i suoi domini a danni dei Bizantini; questi strappò diversi territori ai Bizantini nel corso dei regni di Giustino II e di Tiberio II, ma dovette fronteggiare, a partire dal 579, una guerra civile contro il figlio Ermenegildo, di fede cattolica e appoggiato da Bisanzio. Nel 583, comunque, Leovigildo corruppe con 30 000 soldi d'oro le truppe bizantine che avrebbero dovuto appoggiare Ermenegildo e nel 584 catturò a Cordova il figlio ribelle. Ingonda, moglie di Ermenegildo, fu fatta prigioniera dai Bizantini ed, essendo imparentata con il Re dei Franchi, fu utilizzata dai Bizantini per spingere i Franchi ad attaccare i Longobardi (585). Nel 586 il Re visigoto Leovigildo morì e gli successe il figlio Recaredo, che, con abile mossa, si convertì l'anno dopo al Cattolicesimo: in questo modo l'Impero non poté più porsi come difensore della religione ufficiale contro gli eretici e perse l'appoggio della Chiesa Romana, che stabilì buone relazioni con i Visigoti.
Durante il regno di Recaredo I, i Bizantini ripresero l'offensiva e probabilmente riguadagnarono terreno. Recaredo riconobbe la legittimità della frontiera bizantina e scrisse a Papa Gregorio I, richiedendo una copia del trattato precedente inviata dall'Imperatore Maurizio. Gregorio replicò che il testo del trattato fu perso in un incendio durante il regno di Giustiniano ed avvertì Recaredo che non lo avrebbe voluto trovare perché avrebbe garantito probabilmente più territorio ai Bizantini di quanto ne avessero in quel momento (Agosto 599). Le conquiste di Leovigildo contro il governo romano erano più grandi rispetto alle riconquiste romane durante il regno di Recaredo; la provincia bizantina di Spania era in declino.

#### Campagne contro gli Slavi

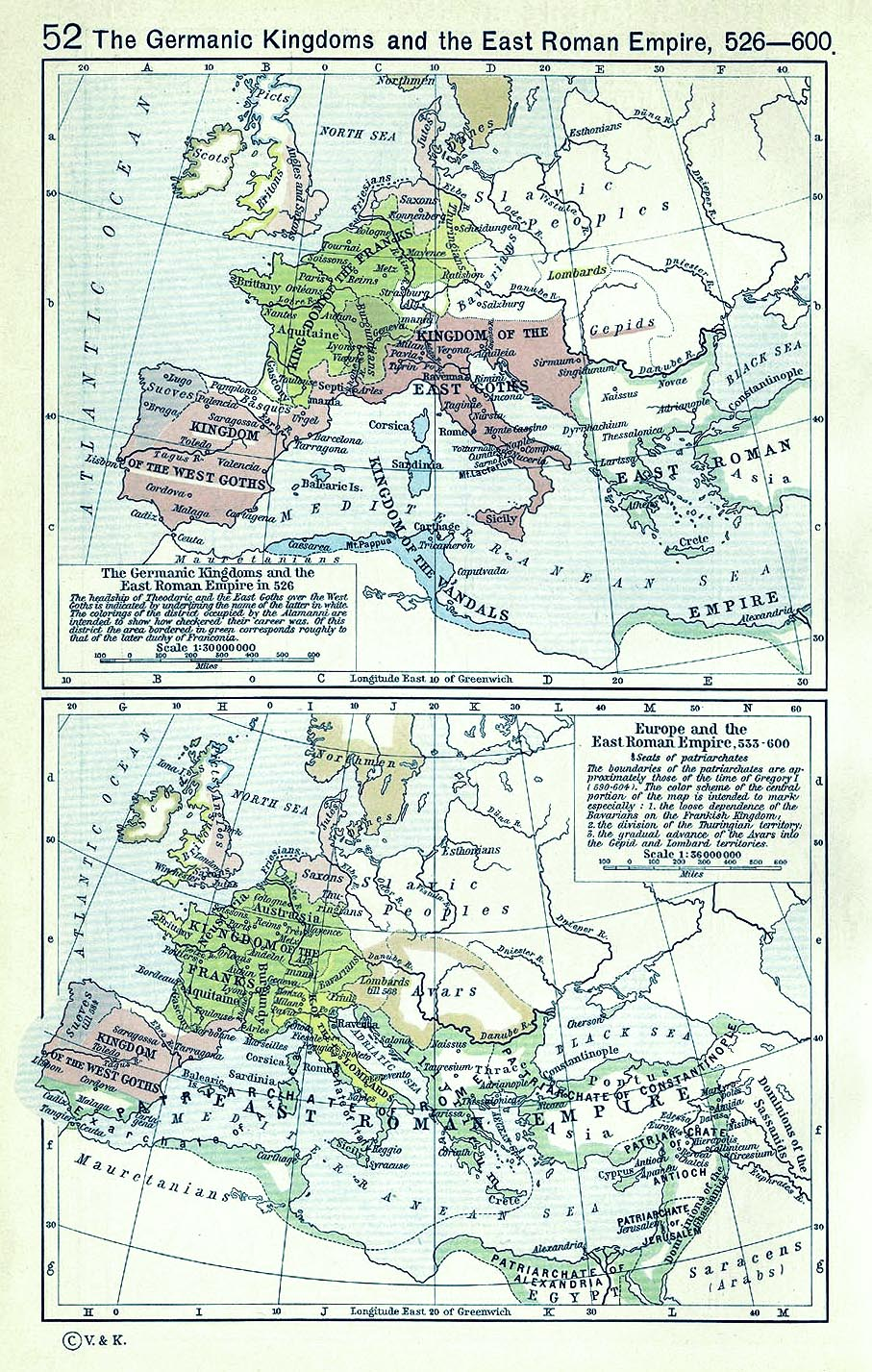
L'impero bizantino nel 600.

Nel Tardoantico, Maurizio (582-602) fu il solo imperatore bizantino, se si eccettua Anastasio I Dicoro, che combatté per mantenere il possesso dei Balcani contro i barbari che premevano alle frontiere e che erano riusciti addirittura a penetrare nel Peloponneso. Nel 583 gli Àvari chiesero all'Imperatore l'aumento del tributo che i Bizantini dovevano pagare a essi da 80 000 a 100 000 nomismata; al rifiuto di Maurizio, invasero i Balcani saccheggiandoli, costringendo, nel 584, l'Imperatore a concedere l'aumento del tributo, a condizione che gli venissero restituite le città occupate durante le incursioni.
Gli Slavi e gli Àvari rimanevano comunque una grossa minaccia e nel 586 gli Àvari ruppero la tregua e saccheggiarono le zone sulla riva meridionale del Danubio, mentre gli Slavi cinsero d'assedio Tessalonica. Dopo anni di disinteresse nei confronti dei Balcani, a causa del gravoso impegno sul fronte orientale contro la Persia, Bisanzio sembrava aver perso il controllo della penisola. Maurizio decise di reagire e nel 587 affidò un esercito di 10 000 uomini al generale Comenziolo, che però, dopo qualche successo iniziale, non riuscì a sloggiare gli invasori dai Balcani. Nel 588 gli Àvari invasero di nuovo la Tracia, saccheggiando Anchialo e assediando Tzurulum, a poche miglia da Costantinopoli. L'Imperatore, impegnato in Oriente anche contro i Sasanidi, dovette sborsare 57 600 numismata per ottenere una tregua momentanea.
Dopo la sua vittoria contro i Persiani, il sovrano condusse una serie di campagne per difendere la zona dagli assalti di Àvari e Slavi. Teofilatto narra che inizialmente avrebbe avuto l'intenzione di comandare egli stesso l'esercito, fatto straordinario per l'epoca dato che era da secoli che un Imperatore romano non comandava personalmente il suo esercito in battaglia; nonostante i tentativi di fargli cambiare idea della moglie (preoccupata che Maurizio potesse morire in battaglia), del Senato e del Patriarca, l'Imperatore sarebbe partito per Anchialo, ma una serie di avvenimenti di cattivo auspicio (morte del suo cavallo, l'incontro con un cinghiale selvaggio, una terribile tempesta, la nascita di un bambino mostruoso) lo avrebbero fatto desistere dal suo proposito, spingendolo a ritornare a Costantinopoli adducendo come pretesto il fatto che doveva ricevere degli ambasciatori sasanidi. Ad un'analisi dettagliata del resoconto di Teofilatto, tuttavia, emergono una serie di contraddizioni che fanno dubitare della veridicità della campagna: probabilmente Teofilatto ha fuso due spedizioni separate avvenute in tempi diversi (nel 590 e dopo il 595) in una sola, mentre i presagi non sono da reputare come veramente accaduti.
Nel 593, finita la guerra persiana, iniziò la controffensiva imperiale contro Àvari e Slavi: Maurizio affidò il comando dell'esercito a Prisco, che attraversò il Danubio e inflisse due sconfitte agli Slavi, che rimanevano comunque una temibile minaccia. Quando però Maurizio ordinò ai suoi soldati di svernare oltre il Danubio in territorio nemico, i soldati protestarono, e Prisco, temendo gli effetti funesti di un loro possibile ammutinamento, decise di non seguire l'ordine dell'Imperatore facendo svernare il suo esercito a Odesso sul Mar Nero; pagò la sua disubbedienza venendo destituito e sostituito da Pietro, fratello dell'Imperatore.
Per risanare il bilancio Maurizio decise di ridurre le spese di guerra diminuendo i salari dei soldati; questi ovviamente protestarono costringendo il loro comandante Pietro a ripristinare il loro antico salario; sebbene Pietro avesse ottenuto dei successi in Tracia contro gli Slavi, l'Imperatore fu risentito per la decisione del fratello di ripristinare gli antichi salari alle truppe e decise quindi di togliergli il comando dell'esercito. Scelse come nuovo comandante Prisco, che dovette fronteggiare un ulteriore attacco degli Slavi, che nel frattempo avevano distrutto Singidunum e avevano devastato la Dalmazia; Prisco ottenne dei buoni successi riuscendo a pacificare l'Illirico e la Tracia. Il Khagan degli Àvari, tuttavia, replicò ai successi bizantini sferrando, nell'autunno 597, un massiccio attacco che colse di sorpresa gli impreparati Romani, conquistando Druzipara, poco distante da Costantinopoli. Con la capitale in grave pericolo, Maurizio decise di radunare l'esercito di Comenziolo e di rinforzarlo con le sue guardie imperiali e membri dei Verdi e degli Azzurri. Per sua fortuna, un'epidemia di peste colpì e decimò gli Àvari, che per tale ragione decisero di ritirarsi dai Balcani a condizione che Maurizio aumentasse il loro tributo da 100 000 nomismata a 120 000.
Maurizio riuscì a pagare la somma richiesta ma la peste si diffuse anche tra i Bizantini, indebolendo ulteriormente l'Impero. Nonostante tutto, Maurizio decise di approfittare del fatto che gli Àvari erano stati indeboliti dalla peste affidando l'esercito a Prisco e mandandolo contro il nemico. La nuova spedizione, iniziata nell'estate del 599, fu un successo: sotto il comando di Prisco i Romani vinsero cinque battaglie di fila, massacrando circa 60 000 barbari (tra cui quattro figli del Khagan) e facendone prigionieri 17 200, e invasero la Dacia traiana. Era dai tempi di Traiano che l'esercito romano non penetrava così profondamente nella Dacia traiana; ma Prisco fu presto richiamato a Costantinopoli in quanto c'era il rischio che il Khagan Baiano cercasse la vendetta per le sconfitte subite assediando la capitale bizantina.
Queste campagne furono nel complesso vittoriose, e poco mancò che preservassero l'autorità romana (i Bizantini sempre si considerarono Rhomaioi, cioè Romani) sull'area a sud del Danubio. Nel 602 i Bizantini riuscirono a riportare il limes di nuovo sul Danubio e Maurizio pianificava di ripopolare le zone spopolate dai saccheggi e dalle devastazioni dei barbari inviando in queste zone dei coloni armeni. I successi riportati da Maurizio furono però vanificati dal caos scatenatosi sotto i suoi successori, su tutti Foca. Si potrebbe azzardare che queste campagne siano le ultime "classiche" azioni contro i barbari sul limes renano-danubiano che dall'epoca augustea aveva delimitato l'orbis romanus.

#### Caduta e morte
Gli alti costi di queste campagne militari e della riorganizzazione dell'impero costrinsero Maurizio ad alzare notevolmente le tasse, cosa che non lo rese molto amato dal popolo. Inoltre, durante una guerra contro gli Àvari nel 600, l'imperatore si rifiutò di pagare il riscatto di numerosi prigionieri, che furono così uccisi, e questo non aiutò ad aumentare la sua popolarità presso i soldati. Due anni più tardi, al termine di un'altra campagna militare, Maurizio impose ai soldati di svernare nelle terre desolate al di là del Danubio, per risparmiare; l'esercito si ribellò e nominò imperatore un centurione, Foca. Questi, forte dell'impopolarità dell'imperatore, marciò sulla capitale, con l'intenzione di rovesciare Maurizio e prendere il potere.
Se la città di Costantinopoli fosse stata fedele all'Imperatore, difficilmente la rivolta di Foca avrebbe avuto successo, perché le mura della capitale bizantina erano difficilmente espugnabili; tuttavia Maurizio non era odiato solo dai soldati, ma anche dal popolo. Un giorno durante una processione religiosa, qualcuno gli scagliò addosso persino delle pietre e si narra che un monaco corresse per le vie della città impugnando una spada in mano e urlando che l'ira di Dio si sarebbe ritorta contro Maurizio. L'Imperatore aveva il timore che Germano, il consuocero, lo potesse spodestare in quanto era sospettato di essersi accordato con i ribelli; Germano cercò di difendersi dalle accuse mossegli, ma senza convincere l'Imperatore, che gli disse che nulla è più piacevole del perir di spada. Avvertito da Teodosio, figlio di Maurizio, del suo imminente arresto ed esecuzione, Germano cercò rifugio nella Chiesa dell'Hagia Sophia, ma ciò non impedì alle guardie del corpo di Maurizio di entrare nel luogo sacro per tentare di arrestarlo; il popolo, tuttavia, insorse in difesa di Germano, impedendo alle guardie di catturarlo. La rivolta si estese a tutta la città, costringendo Maurizio alla fuga e provocando come reazione il fatto che le guardie lasciarono incustodite le mura.
Costretto alla fuga dalla sua capitale, Maurizio e la sua famiglia si imbarcarono in una piccola nave, ma furono costretti da una tempesta a sbarcare a Calcedonia, non molto lontano da Bisanzio, dove si rifugiarono nella Chiesa di Santo Autonomo. Qui Maurizio, non potendosi muovere perché colpito da artrite, affidò al suo primogenito Teodosio l'incarico di andare in Persia a chiedere aiuto allo scià Cosroe II, che era stato aiutato anni prima da Maurizio a recuperare il trono usurpatagli e ora doveva ricambiare il favore. Nel frattempo Foca entrava a Costantinopoli in trionfo. Incoronato imperatore, assistette ai giochi dell'ippodromo e quando assegnò la precedenza a una fazione, l'altra fazione gli rispose: «Ricorda che Maurizio è ancora vivo». Timoroso di Maurizio, Foca inviò dei boia (chiamati da Gibbon "Ministri della Morte") a cercare e giustiziare Maurizio ed i suoi figli.
Gibbon narra così la morte di Maurizio:
(Gibbon, History of the decline and fall of the Roman Empire, cap. 46)
Anche Teodosio venne catturato e ucciso ma in seguito si diffusero delle voci che il suo boia Alessandro, corrotto dal suocero di Teodosio Germano, gli avrebbe risparmiato la vita e Teodosio sarebbe riuscito a raggiungere la Persia e chiedere a Cosroe II di vendicare la morte del padre e rovesciare l'usurpatore. Cosroe II sfruttò le voci sostenendo di avere a corte il figlio di Maurizio e iniziando una nuova guerra contro l'Impero bizantino con l'intenzione (almeno apparente) di rovesciare Foca e mettere al suo posto il legittimo imperatore Teodosio (che secondo Teofane è un impostore essendo secondo lui il vero Teodosio ucciso da Foca).
Ironia della sorte, Maurizio aveva fatto poco tempo prima la sua caduta un sogno premonitore in cui lui e la sua famiglia venivano uccisi da un soldato di nome Foca. Turbato dal sogno, Maurizio chiese al genero Filippico, comandante dell'esercito, se nell'esercito vi fosse un soldato di nome Foca; Filippico gli rispose che conosceva un centurione con quel nome, descrivendolo come un codardo. Fu allora che l'Imperatore esclamò «Se è un vile, sarà sicuramente un assassino». Filippico gli consigliò di ingraziarsi l'esercito, in modo da non dargli un motivo per ribellarsi, ma l'Imperatore non seguì il suo consiglio: questo errore fu la causa della sua rovina.

## Eredità
Maurizio, alla cui corte ancora si usava il latino come anche nell'esercito e nell'amministrazione, fu un abile imperatore e comandante, sebbene la descrizione di Teofilatto possa essere un po' eccessivamente celebrativa. Dimostrò la sua esperienza negli affari militari esteri durante le sue campagne contro i Persiani e Àvari/Slavi e durante i negoziati di pace con Cosroe II. Le sue riforme amministrative posero le basi per l'introduzione dei themata come distretti militari.
Egli viene tradizionalmente ritenuto l'autore del trattato militare Strategikon, che viene considerato negli ambienti militari come la prima ed unica raffinata teoria sull'impiego combinato di diverse tipologie di soldato, prima della seconda guerra mondiale. Comunque, alcuni storici odierni ritengono che lo Strategikon sia opera di suo fratello o di un altro generale della sua corte.
Secondo lo storico Previte-Orton il suo difetto più grande era quello di non essersi reso conto di quanto impopolari fossero state alcune sue decisioni. Questo errore gli fu fatale e gli costò la vita e il trono e mise a repentaglio la maggior parte dei suoi sforzi per impedire la disintegrazione del grande impero di Giustiniano I (527-565).
La sua fine fu una svolta storica importante, in quanto la nuova guerra contro la Persia (causata proprio dalla sua morte) indebolì entrambi gli imperi permettendo agli Slavi di conquistare i Balcani e agli Arabi musulmani di espandersi nel Medio Oriente a danno dei due imperi. Lo storico britannico A.H.M. Jones fa terminare la tarda antichità con la morte di Maurizio, in quanto il tumulto che mandò in frantumi l'Impero bizantino nei successivi quattro decenni produsse grandi cambiamenti nella società e nella politica bizantina.

## Famiglia
Il matrimonio con Costantina fu fertile e generò almeno 10 figli:
- Miriam/Maria (n. ca 582), sposata con Cosroe II.
- Teodosio (4 agosto 583 - 27 novembre 602). Secondo Giovanni di Efeso, fu il primo erede al trono generato da un imperatore regnante dal regno di Teodosio II (408 - 450).[103] Divenne Cesare nel 587 e co-imperatore il 26 marzo 590.
- Tiberio (m. 27 novembre 602).
- Pietro (m. 27 novembre 602).
- Paolo (m. 27 novembre 602).
- Giustino (m. 27 novembre 602).
- Giustiniano (m. 27 novembre 602).
- Anastasia (m. circa 605).
- Teoctista (m. circa 605).
- Cleopatra (m. circa 605).

Suo fratello Pietro (ca 550 - 602) divenne il Curopalate e venne ucciso insieme al fratello. Sposò Anastasia Aerobinda (n. ca 570), e ebbe figlie femmine.
Sua sorella Teoctista (ca 540 - dop. 582) sposò un uomo che morì prima del 582 e ebbe una figlia Gordia (ca 560 - dop. 597), che sposò Marinos (ca 555 - dop. 597), figlio di Narsete (ca 530 - aft. 595), da cui ebbe una figlia Theoktista (ca 575/ca 580 - aft. 597), sposata con Cristodoro (n. ca 570) e con prole.
Sua sorella Gordia (ca 550 - aft. 602) sposò Filippico (ca 550 - Chrysopolis, 614), generale, Comes Excubitorum e mag. mil. nel 582, da cui ebbe una figlia, che sposò Artabasto Mamikonian (n. ca 565), e ebbe figli.

## Galleria d'immagini

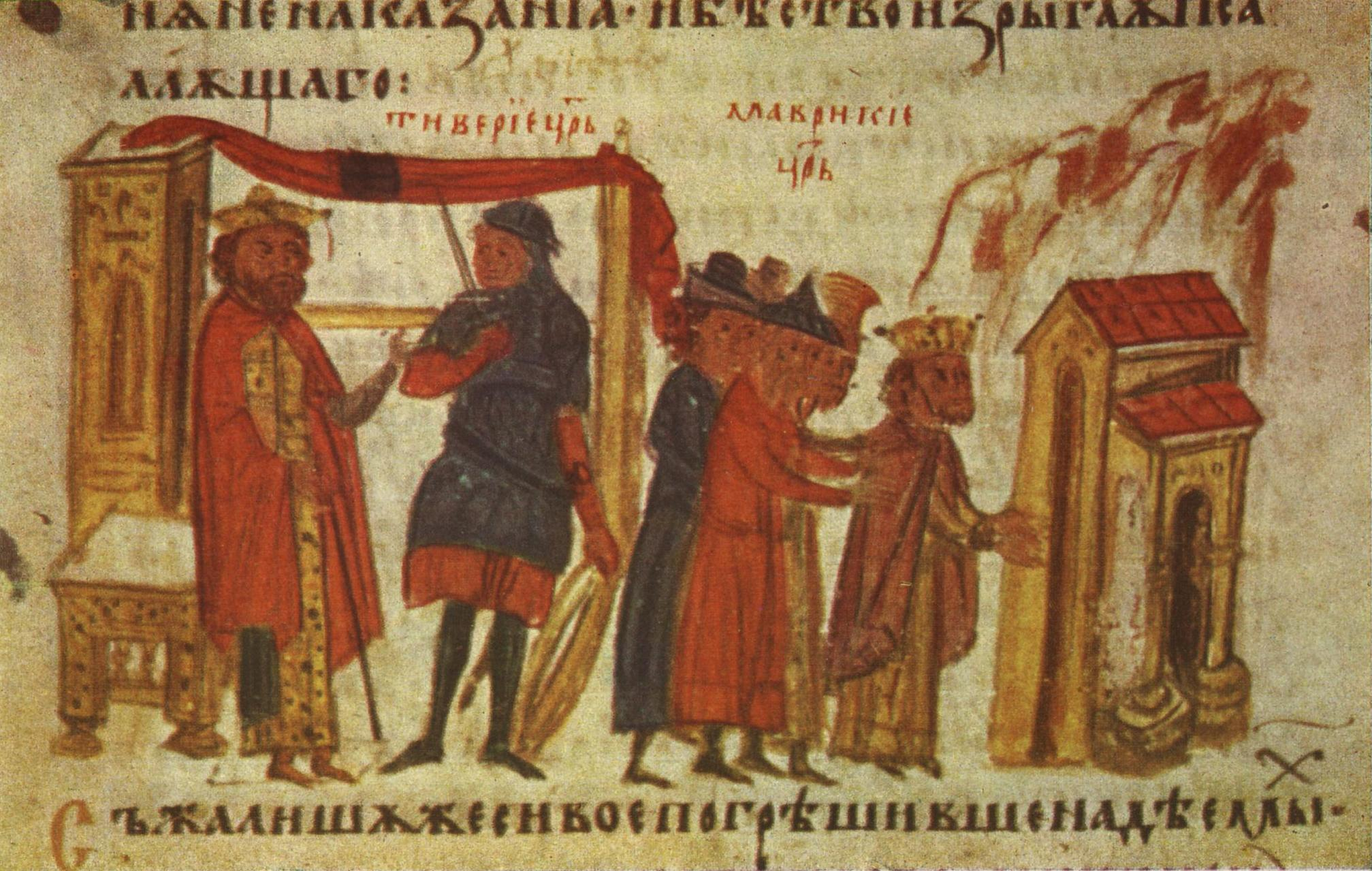
Maurizio mentre ordina che Filippico venga mandato in esilio.
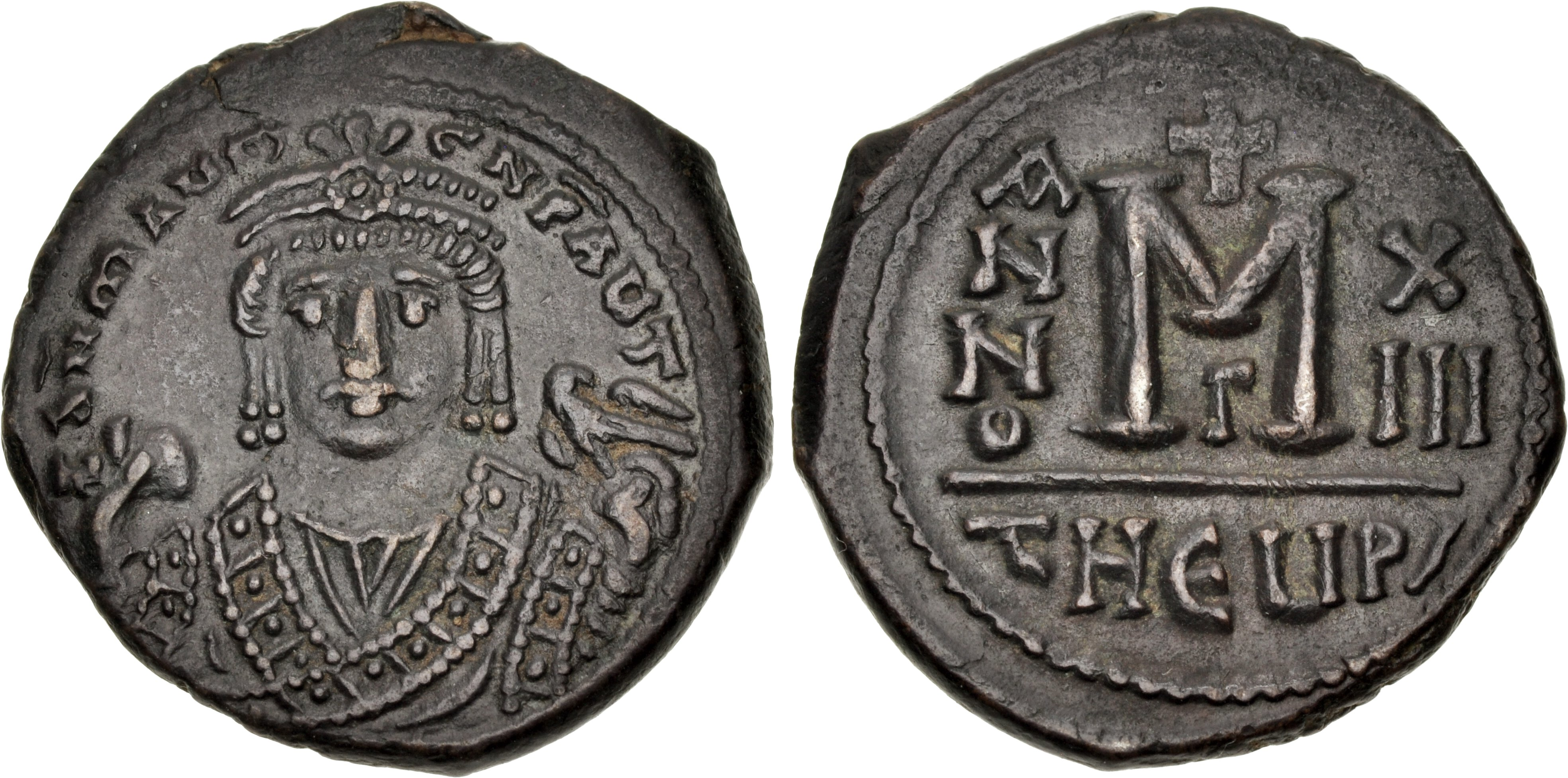
Follis di Maurizio.